# Псалтирь
Псалти́рь (Псалты́рь, др.-рус.  и ст.‑слав. псалътырь, через церк.-слав. Ѱалти́рь, лат. Psaltērium; от греч. ψαλτήριον, по названию музыкального инструмента псалтерия; в иудаизме — Тегилим, ивр. תהלים‎ — «хваления») — книга Танаха и Ветхого Завета. Состоит из 150 или 151 псалмов — «песней» или «гимнов». В христианской Библии Псалтирь располагается после книги Иова и перед книгой Притчей Соломоновых. У иудеев находится в третьем разделе Танаха (Ктувим). В ряде национальных переводов Библии книга называется «Псалмы», например, Ψαλμοί, англ. Psalms, в современных изданиях Вульгаты — Liber Psalmorum. У мусульман Псалтирь называется «Забур» (считается утраченным). Словом «псалтирь» также называются отдельные издания Псалтири, предназначенные для использования в христианском богослужении.
Псалтирь представляет собой собрание, состоящее из поэтических текстов различных по жанру, происхождению и времени написания. Согласно христианскому толкованию Псалтири, ряд псалмов содержит пророчества о будущем пришествии Мессии. Христиане, считающие Мессией Иисуса Христа, указывают на Его слова: «Вот то, о чём Я вам говорил, ещё быв с вами, что надлежит исполниться всему, написанному о Мне в законе Моисеевом и в пророках и псалмах» (Лк. 24:44). По мнению английского богослова Э. Янга, автора книги Old Testament Introduction (1949), псалмы — наиболее насыщенная мессианскими пророчествами книга третьей части Ветхого Завета. В христианской традиции псалмы, трактуемые как пророчества о Христе, называются «мессианскими».

## Этимология
Этимология слова «псалмы»
Греческое слово мн. ч. ψαλμοί («псалмы») упомянуто в Новом Завете (Лк. 24:44).
Этимология слова «псалтирь»
Греческое слово «псалти́рь» (ψαλτήριον), которым книга называется в ряде христианских традиций (лат. Psalterium, нем. Psalter, psalteri, saltâri, фр. Psautier, пол. рsаłtеrz), происходит от названия музыкального инструмента (псалтерия).
Этимология слова «тегилим»
Еврейское слово תהלה‎ («хвала», «хвалебный гимн»), давшее начало названию книги на иврите תהלים‎ (Тегилим, дословно — «хваления»), встречается только в заглавии 144-го псалма, но используется в Псалтири 30 раз, в том числе три раза в форме множественного числа תהלות‎ и תהלתיך‎ («хваления»). Слово «тегилим» — странный гибрид, оно является существительным женского рода с окончанием мужского рода во множественном числе. По мнению автора статьи «Псалмы» в ЕЭБЕ (т. 13, 1912), грамматическое окончание в слове, которым названа книга, изменено сознательно с целью отличить его от слова תהלות‎ («хваления»), которое означает «гимны» вообще.

## История
Как и кем была составлена Псалтирь доподлинно неизвестно. Различные учёные (Й. Г. Эйхгорн, В. М. Л. де Ветте, Ф. Делич, С. Мовинкель, Э. Герстенбергер) выдвигали разнообразные предположения. Э. Ценгер предложил версию, состоящую из десяти этапов составления корпуса Псалтири:
I — псалмы 3—8, 10—14, 16—17, 19—21, 23, 25—31, 34—35, 37, 40.
II — псалмы 9, 15, 18, 22, 24, 33, 36, 38—39. Составление первой книги Псалтири, состоящей из псалмов 3—40.
III — псалмы 52—56, 58, 60—67.
IV — псалмы 49—82 («Асафова» Псалтирь).
V — псалмы 41—82 («Элохистическая» Псалтирь).
VI — псалмы 2, 83—88 («Мессианская» Псалтирь). Составление трёх книг Псалтири, состоящих из псалмов 2—88.
VII — псалмы 89—99 («Яхвистская» Псалтирь).
VIII — псалмы 100—106. Составление четырёх книг Псалтири, состоящих из псалмов 2—105.
IX — псалмы 107—109 («Давидова» Псалтирь), 110—117 («Пасхальная» Псалтирь), 119—135 («Паломническая» Псалтирь).
X — псалмы 137—143, 1, 118, 144—150. Составление пяти книг Псалтири, состоящих из псалмов 1—150.

## Нумерация псалмов
Разбиение текста на псалмы (и, следовательно, их нумерация) различается в еврейском («масоретском») тексте Библии и в греческом «переводе 70 толковников» — Септуагинте.
- Елизаветинская Библия (на церковнославянском языке) и Синодальный перевод Библии (на русском языке) используют греческую нумерацию псалмов. Значительная часть других христианских русскоязычных переводов следует этой же традиции[21].
- Римско-католическая церковь традиционно использует латинский перевод (Вульгата), где нумерация также совпадает с греческой; такая же нумерация и в современном латинском издании Литургии часов. Однако в новом латинском переводе Библии[22] и в переводах Вульгаты на национальные языки используется масоретская нумерация.
- В используемых на Западе переводах Псалтири у лютеран, англикан, кальвинистов, методистов и в остальных направлениях протестантизма используется масоретская нумерация[23].

Септуагинта (и, соответственно, православная Псалтирь) содержит также 151-й псалом, который не входит ни в одну из кафизм (см. ниже) и не включён в Устав годичного чтения Псалтири за богослужением в Православной церкви.
В этой статье, в соответствии с установившейся в России традицией, применяется греческая нумерация.

## Содержание и структура
Псалтирь имеет поэтическую организацию, некоторые рассматривают её как «поэму». Большинство псалмов составлены из двустиший, реже — трёхстиший или четырёхстиший. Согласно ЭСБЕ, отдельные псалмы сложены по правилам еврейской поэзии. Однако в Псалтири (как и в Библии в целом) нет чёткого деления текста на поэзию и прозу в том смысле, в каком это деление применяется к классическим европейским литературам.
Главная особенность поэтики псалмов — синтаксический параллелизм, который объединяет синонимические вариации одной и той же мысли, или общую мысль и её конкретизацию, или две противоположные мысли, или, наконец, два высказывания, находящиеся в отношении восходящей градации. Помимо параллелизма (констатируемого всеми исследователями), вопрос о структурных особенностях библейской поэзии остаётся открытым. Параллелизм заметен в стихах большинства псалмов, между половинами одного и того же псалма, и даже между книгами Псалтири:

Хотя чёткой симметрии между этими разделами нет, но в целом они построены по одной и той же модели: призыв о помощи и жалобы псалмопевца постепенно сменяются благодарением и славословием. Та же самая смена настроения заметна и в Псалтири в целом: по мере перехода от одного раздела к другому доля благодарений и славословий возрастает.
— А. С. Десницкий
Содержательно псалмы разнообразны (общепризнанной типологии нет). Наряду с прославлением Бога встречаются мольбы (6, 50), проникновенные жалобы (43, 101) и проклятия (57, 108), исторические обзоры (105) и даже брачная песнь (44, ср. «Песнь песней»). Некоторые псалмы отличаются философски медитативным характером, например, 8-й, содержащий теологические размышления о величии человека. Однако, Псалтири как целостной книге присуще единство жизневосприятия, общность религиозных тем и мотивов — обращённость человека (или народа) к Богу как личностной силе, неотступному Наблюдателю и Слушателю, испытующему глубины человеческого сердца. Псалмы как литературный жанр находятся в русле общего развития ближневосточной лирики (псалом 103 близок к египетским гимнам Солнцу эпохи Эхнатона), но выделяются своим резко личностным характером. Жанр псалмов разрабатывался в иудейской литературе и позднее (так называемые Соломоновы псалмы, I век до н. э.).
В Танахе Псалтирь разделена на пять разделов (пять книг), чтобы походить на Тору, которая также составлена из пяти книг. Первую книгу составляют псалмы 1—40 (псалмы 1—2 изначально не входили в первую книгу, а были добавлены позднее), вторую — 41—71, третью — 72—88, четвёртую — 89—105, пятую — 106—150. Такое деление объясняется различными этапами в процессе её составления.
Ранние сборники составляли псалмы Давида (псалмы 3—40, 50—70), Корея (41—48), Асафа (49—82). Позднее к ним добавили более мелкие собрания — Песнь восхождения (119—133), «аллилуйные» псалмы (145—150).
Несколько псалмов называются «алфавитными», когда очередная фраза (или очередной стих, или группа стихов) начинается со следующей буквы еврейского алфавита. «Алфавитные» псалмы изначально не предназначались для литургического использования. К «алфавитным» псалмам относятся: 24, 33, 36, 110, 111, 118, 144. Псалом 9 называют «частично алфавитным».
«Синагогальные» псалмы пели антифонно, ведущий молитву призывал к восхвалению Бога словом «аллилуйя» («восхвалите Господа»), поэтому изначально им начинали псалом (см. греческий текст и церковнославянский перевод), а не оканчивали, как в масоретском тексте. В конце ведущий молитву призывал общину произнести слово «аминь», и община произносила «аминь, аминь». «Синагогальными» псалмами являются: 104, 105, 106, 110, 111, 112, 113, 114, 115, 116, 117, 134, 135, 145, 146, 147, 148, 149, 150.

## Надписания псалмов
Многие псалмы содержат надписания (мн. ч. иуд.-арам. ראשי תילין, роше тилин — «заглавия Псалтири»), происхождение и значение которых установить трудно. В этих надписаниях указываются имена псалмопевцев, составителей и исполнителей псалмов; исторические события, по поводу которых написан тот или иной псалом; указания для музыкантов и так далее. Для многих слов значение точно не установлено, из-за этого существуют различные варианты переводов. Некоторые надписания в Масоре, в Септуагинте, в церковнославянском переводе различаются (так, в последнем в 1-м и 2-м добавлены заголовки «Псалом Давида»). Различие в подзаголовках псалмов Масоры и Септуагинты библеисты объясняют в том числе и неправильным пониманием еврейского оригинала. Так, подзаголовок к пятому псалму אל הנחילות‎ (эль ха-нехилот — «на духовых орудиях», то есть на духовых музыкальных инструментах) в Септуагинте переводится как ὑπὲρ τῆς κληρονομούσης («о наследствующей»). Как следствие, неверный перевод еврейского музыкального термина на греческий язык порождают святоотеческие толкования. Псалмы, не имеющие надписания, в Талмуде названы арам. מזמורא יתומא (ед. ч. мизмора иатома — «песней сироты; сиротой», Вавилонский Талмуд, Авода Зара 24 б).

### Указания на жанр и этос
- מִזְמוֹר‎ (иуд.-арам. мизмор — «песнь») — более чем у трети всех псалмов (слово происходит от корня ז.מ.ר‎ — «петь, песня; напев»). Возможно, словом «мизмор» обозначены псалмы, предназначавшиеся для исполнения во время богослужения в Храме. На русский язык переводится словом «псалом» (ψαλμός), в соответствии с Септуагинтой.
- שִׁגָּיוֹן‎ (шигайон) — только в 7-м псалме. Надписание может означать как вид мелодии, так и музыкальный инструмент (у евреев и арабов так называют песни стенания о неразделённой любви или разрыве). В Септуагинте и славянской Библии передано как «псалом», в Синодальном переводе переведено как «плачевная песнь».
- מִכְתָּם‎ (михтам — «золотая поэма»[43]) — в псалмах: 15, 55—59. Корень слова — «золото» не объясняет значения. В Септуагинте переведено как στηλογραφία стелографи́а — «столпописание». В Синодальном переводе — «писание» (в 15-м псалме — «песнь»).
- תְּפִלָּה‎ (тфила — «молитва»)[44] — в псалмах: 16, 85, 89, 101, 141.
- מַשְׂכִּיל‎ (маскиль) — в псалмах: 31, 41, 43, 44, 51—54, 73, 77, 87, 88, 141. Происходит от слова «сехель» שכל‎, означающего «ум; понимание». Именно так и переведено в Септуагинте — συνέσεως или εἰς σύνεσιν (в славянской Библии — калька с греческого «разум» или «в разум»). Слово «маскиль» может означать умного, образованного человека, а в приложении к литературному произведению — «обучающее» (в соответствии с этим в Синодальном переводе переведено «учение») или даже «популярное».
- שִׁיר‎ (шир, обычно в сочетании мизмор шир — «песнь») — в псалмах: 18, 29, 44, 45, 47, 64—67, 74, 75, 82, 86, 87, 91, 107, а также 119—133, имеющих особое название «Песнь восхождения».
- תְּהִלָּה‎ (тхила[45][46] — «хвала») — только в псалме 144. По этому надписанию вся книга в иудаизме называется Тхилим.

### Указания на авторство
Упоминание имён в надписаниях псалмов, например, לְדָוִד‎ (ле-Давид), может означать не только указание на автора (что псалом написан Давидом), но и то, что псалом посвящён Давиду или то, что в нём идёт речь о Давиде; и в некоторых случаях эти смысловые значения трудно разграничить. В еврейской и русской Библии его именем надписаны 73 псалма: 3—31, 33—40, 50—64, 67—70, 85, 100, 102, 107—109, 121, 123, 130, 132, 138—144. Некоторые надписания такого рода отсутствуют в масоретском тексте, но имеются в Септуагинте, являясь отражением александрийской традиции. Кроме Давида в надписаниях над псалмами встречаются имена Моисея, Соломона, Асафа, Емана, Идифума и сынов Кореевых. Особое место занимает надписание לַמְנַצֵּחַ‎ (ла-менацеах). Это слово происходит от корня נ.צ.ח‎ «вечность» и передаётся в славянской Библии как «в конец» (греч. Εἰς τὸ τέλος). По утвердившемуся мнению, однако, слово מְנַצֵּחַ‎ (менацеах) здесь означает руководителя хора (дирижёра, регента); в современном иврите это слово имеет именно такое значение. В соответствии с этим в Синодальном переводе оно передано словосочетанием «начальнику хора». Предполагается, что псалмы с таким надписанием были предназначены для передачи начальнику хора левитов при храме для разучивания; в некоторых из них содержатся дополнительные указания о порядке исполнения.

### Указания на технику и контекст исполнения
Эти надписания могут указывать на то, что псалом следует распевать под аккомпанемент определённых музыкальных инструментов или на определённый традиционный мотив (по общеизвестной мелодической формуле). Современной науке древние мелодические формулы неизвестны. То же касается и древних инструментов, хотя между некоторыми из названных в Псалтири и позднейшими инструментами учёные проводят гипотетические аналогии. По этим причинам перевод исполнительских предписаний расценивается как условный.
- בִּנְגִינוֹת‎ (би-негинот) и עַל נְגִינַת‎ (аль негинат) — переводится «на струнных [инструментах]» или «на струнном», в Септуагинте ἐν ψαλμοῖς или ἐν ὕμνοις, в славянской Библии — в обоих случаях одинаково «в песнех».
- אֶל הַנְּחִילוֹת‎ (эль ха-нехилот) — переводится «на духовых [инструментах]», в славянской Библии — «о наследствующем», то же по Септуагинте (ὑπὲρ τῆς κληρονομούσης).
- עַל הַגִּתִּית‎ (аль ха-гитит). Слово גת‎ (гат) означает «точило» (корыто, в котором выжимали сок из винограда), а также является названием филистимского города Гефа. Первого значения придерживается Септуагинта (ὑπὲρ τῶν ληνῶν), в славянской Библии — «о точилех» (интерпретация — псалом исполняли на мелодию песни, которую традиционно пели при выжимании виноградного сока), второго значения — Синодальный перевод «на гефском», что можно трактовать как этноним, то есть «на мелодию песни из Гефы».
- עַל שֹׁשַׁנִּים‎ (аль шошаним), а также עַל שׁוּשַׁן עֵדוּת‎ (аль шушан эдут). Слово ששן‎ (шошан) означает «лилия». В Синодальном переводе слово передано транскрипцией («на шошан», «на шошанниме» и «на шушан-эдуф»). В Септуагинте переведено в переносном смысле — ὑπὲρ τῶν ἀλλοιωθησομένων, «о изменяемых» и τοῖς ἀλλοιωθησομένοις ἔτι, «о изменитися хотящих».
- עַל מָחֲלַת‎ (аль махалат). Передано транскрипцией в Септуагинте (ὑπὲρ μαελέθ) и в славянской Библии («о маелефе»). В Синодальном переводе — «на махалаф» или «на духовом [инструменте]», однако корень слова здесь «махоль» מחול‎ — не тот, что в слове הַנְּחִילוֹת‎ «ха-нехилот» и означает «танец».
- עַל הַשְּׁמִינִית‎ (аль ха-шминит), также בִּנְגִינוֹת עַל הַשְּׁמִינִית‎ (би-негинот аль ха-шминит) — переводится «на восемь»[49] или «на восьмиструнном», в славянской Библии — «в песнех о осмем», по Септуагинте — ἐν ὕμνοις, ὑπὲρ τῆς ὀγδόης. По другой точке зрения, эти ремарки предписывают сопровождающему певца музыкальному инструменту дублировку псалмовой мелодии в (нижнюю) октаву (8-ступенный интервал)[50].
- עַל עֲלָמוֹת‎ (аль аламот). По одному из предположений надписание указывает на то, что псалом предназначен для исполнения высоким голосом. По другой точке зрения, эта ремарка предписывает сопровождающему певца музыкальному инструменту дублировку псалмовой мелодии в высоком регистре, «девичьим голосом»[50]. В Синодальном переводе передано транскрипцией («на аламоф»). В Септуагинте переведено ὑπὲρ τῶν κρυφίων, «о тайных».

## Авторство
Традиционно автором Псалтири считают царя Давида, хотя во многих псалмах очевидны следы позднейшего происхождения: времён плена вавилонского и ещё позже. В самом тексте книги для некоторых псалмов прямо указаны иные авторы: главный псалмопевец Давида Асаф (1Пар. 16:5); храмовые привратники, сыны Кореевы (1Пар. 9:19); Моисей и др. В Талмуде (Бава Батра, 14б) в числе авторов, кроме Давида, упомянуты Адам, Мелхиседек, Авраам, Моисей, Асаф, Еман, Идифум и сыны Кореевы. Классический еврейский комментатор Раши насчитывает в начале своего комментария к Тегилиму десять авторов.

## Богослужебное использование

### Православие
В Православной церкви (в византийском обряде) многие псалмы закреплены за отдельными богослужениями суточного круга и, таким образом, прочитываются ежедневно (согласно уставу).
Так, каждая вечерня начинается 103-м псалмом, после Великой ектении следует рядовая кафизма, а затем читаются или поются псалмы 140, 141, 129, 116 (так называемые «Господи, воззвах»), завершаться вечерня должна непременно 33-м псалмом.
В начале утрени читается шестопсалмие — псалмы 3, 37, 62, 87, 102, 142; после великой ектении положены две (а в Великом посту — три) кафизмы; перед чтением канона должен читаться 50-й псалом. Полиелей представляет собой пение 134-го и 135-го псалмов (в некоторые великопостные дни добавляется и 136-й псалом); в конце утрени — псалмы 148—150 (хвалитны, или хвалитные псалмы) и так далее.
Псалмы составляют бо́льшую часть часов, междочасий, повечерия и полунощницы. Псалмы используются также на Божественной литургии, молебнах и в других таинствах и обрядах. В одних случаях (например, псалом 50 или псалмы на часах) читается только сам псалом, в других (как, например, воззвахи, или хвалитны) стихи псалма чередуются с песнопениями церковных авторов — стихирами.
В состав заупокойных богослужений входят «непорочны» — 118-й псалом, хотя на практике этот огромный псалом читается полностью только на парастасе, накануне родительских суббот.
Кроме этого, по древней монашеской традиции, вся Псалтирь прочитывается подряд в течение одной недели. Для этих целей книга была поделена на 20 разделов (кафизм или, по-церковнославянски — кафисм), каждая из которых, в свою очередь, делится на три части (статии, или славы, названные так по славословию, которое в этом месте читается). Число псалмов, входящих в кафизму, различно, в среднем от шести до девяти. Обычно на вечерне прочитывается одна кафизма, а на утрени — две. В некоторые периоды года действует более строгое правило, на вечерне читается одна и та же кафизма (18-я), а на утрени — три кафизмы. В Великий пост кафизмы читаются также и на часах, таким образом, в течение недели Псалтирь прочитывается два раза (впрочем, на практике это всё соблюдается только в монастырях и храмах, строго придерживающихся устава, а также у старообрядцев).
Та же Псалтирь, поделённая на кафизмы, используется и для частной (келейной) молитвы в качестве идеала ежедневное прочтение Псалтири целиком, а то и не один раз. Псалтирь может также использоваться в практике келейной молитвы и без привязки к службам суточного круга. Для этого в Псалтири помещены специальные молитвы, читаемые до и после каждой кафизмы; распространена также практика на «славах» поминать живых и усопших.
Непрерывное чтение Псалтири с поминовением на «славах» живых и усопших, совершаемое, как правило, в больших монастырях, — Неусыпаемая Псалтирь. Монахи читают Псалтирь по очереди, круглые сутки.

#### Стихотворные переложения
В Византии существовали стихотворные переложения Псалтири, которые также использовались в богослужении. Одним из таких памятников является написанная 12-сложниками Псалтирь Феодора. Эта богато иллюминированная рукопись была изготовлена в Константинополе в 1066 году писцом по имени Феодор (Теодор), для Студийского монастыря.

### Католицизм
В западной богослужебной традиции псалмы также являются важной частью ежедневного богослужения, причём, в отличие от Восточной церкви, где основную смысловую нагрузку несут стихиры, тропари и другие гимнографические сочинения, в западной традиции в основе богослужения лежат именно псалмы, которые связываются с воспоминаниями текущего дня или праздника посредством антифонов — кратких стихов, которые поются до и после псалма. Тексты Псалтири (отдельные стихи, ключевые фразы и парафразы), помимо непосредственного распева псалмов, составляют основу также всех других негимнографических форм и жанров богослужебного пения католиков — так называемого григорианского хорала.
В традиционном католическом богослужении, тексты которого были со временем собраны в книгу под названием Бревиарий, основная часть псалмов читалась почти подряд в течение каждой недели, на утренях прочитывались первые 108 псалмов, а на вечернях — псалмы 109—147. Исключение составляли псалмы, которым были назначены фиксированные места, например, в конце второй части утрени (Laudes matutinae — «утренние хвалы») читались, как и в византийском обряде, псалмы 148—150. Впрочем, говорить о прочтении всей Псалтири за неделю можно было лишь теоретически, так как любой праздник в ранге двойного (duplex; таковых в году стало со временем более двухсот) отменял текущую псалмодию, заменяя её собственной. В 1911 году папа Пий X, стремясь восстановить практику прочтения за неделю всей Псалтири, осуществил реформу богослужения, в частности, перераспределил псалмы, сделал службы несколько короче, и убрал ряд «фиксированных» псалмов.
Наиболее радикальным изменениям богослужебная традиция подверглась после Второго Ватиканского собора, где было принято решение существенно сократить длительность отдельных служб оффиция, увеличив при этом длительность цикла, за который прочитывается Псалтирь. Действующая в настоящее время так называемая Литургия часов устанавливает для прочтения всей Псалтири четырёхнедельный цикл. Впрочем, в ряде монашеских орденов существуют иные практики, например, бенедиктинцы используют двухнедельный цикл чтения Псалтири, а некоторые ордена сохранили недельный цикл.
Кроме того, псалом или значительная часть псалма теперь поётся или читается на каждой мессе после первого чтения из Писания (до реформы исполнялись лишь два стиха из псалма, именуемые, в разных случаях, градуалом или трактом). Псалом обычно подбирается таким образом, чтобы соответствовать содержанию чтения (lectio) или смыслу праздника.
В домашней молитве псалмы также подбираются обычно в соответствии с содержанием молитвы. Например, существует последование «семи покаянных псалмов» (6, 31, 37, 50, 101, 129, 142), читавшихся в Великий пост и в других подобающих случаях. Что же касается чтения Псалтири просто подряд, то каких-либо устойчивых практик такого рода (наподобие православных кафизм) в Католической церкви не сложилось в первую очередь из-за того, что литургическим языком у католиков в течение более чем тысячи лет была латынь, непонятная малообразованной пастве.

...В каждую неделю пропеваема была вся Псалтирь сполна в числе 150-ти псалмов, и в воскресенье всегда была она снова начинаема с начала. Крайне ленивыми на богослужение показывают себя монахи, которые в течение недели не всю пропевают Псалтирь, с обычными песнями, тогда как читаем в деяниях святых отцов наших, что они в один день охотно исполняли то, что мы, охлаждённые, едва успеваем совершить в целую неделю.
Оригинальный текст (лат.)…Dum omnimodis id adtendat ut omni hebdomada psalterium ex integro numero centum quinquaginta psalmorum psallantur, et dominico die semper a caput reprehendatur ad vigilias. Quia nimis inertem devotionis suae servitium ostendunt monachi qui minus a psalterio cum canticis consuetudinariis per septimanae circulum psallunt, dum quando legamus sanctos patres nostros uno die hoc strenue implesse, quod nos tepidi utinam septimana integra persolvamus.
— Устав святого Бенедикта, глава XVIII

#### Редакции
Существует несколько редакций традиционной латинской Псалтири. До реформ Второго Ватиканского собора наиболее распространённой была так называемая Галльская (Psalterium Gallicanum; название обязано тому обстоятельству, что первоначально эта редакция получила распространение во франконской Галлии). Именно эта редакция Псалтири составила текстовую основу традиционной литургической монодии католиков, известной как григорианский хорал, а также многоголосной церковной музыки на тексты Псалтири. В конце XVI века текст Галльской Псалтири был слегка пересмотрен в ходе подготовки так называемой Климентовой Вульгаты, иначе — Климентины (Vulgata Clementina, 1591). С XVII века до реформ Второго Ватиканского собора в обиходных певческих книгах (в том числе, в солемских изданиях, таких как Liber usualis) «галльские» псалмовые тексты печатались согласно редакции Климентины.
В Риме (в соборе Св. Петра до наших дней) использовалась своя богослужебная Псалтирь, так называемая Римская (Psalterium Romanum). Поскольку в основе Галльской (Климентовой) и Римской редакций лежит (анонимный) старолатинский перевод Псалтири по Септуагинте, обе редакции не слишком отличаются друг от друга. Значительно отличается от обеих так называемая Еврейская редакция (Psalterium iuxta Hebraeos) — перевод Псалтири, выполненный Иеронимом непосредственно с еврейского (домасоретского) оригинала. Например, в псалме 109:
| Ps. Gallicum (juxta Clementinam)                                                                      | Ps. Romanum                                                                                        | Ps. juxta Hebraeos |
| --- | -------------------------------------------------------------------------------------------------- | --- |
| 3. Virgam virtutis tuae emittet Dominus ex Sion: dominare in medio inimicorum tuorum.                 | Virgam virtutis tuae emittet Dominus ex Sion: et dominaberis in medio inimicorum tuorum.           | Virgam fortitudinis tuae emittet Dominus ex Sion: dominare in medio inimicorum tuorum.                                       |
| 4. Tecum principium in die virtutis tuae in splendoribus sanctorum: ex utero ante luciferum genui te. | Tecum principium in die virtutis tuae in splendoribus sanctorum: ex utero ante luciferum genui te. | Populi tui spontanei erunt in die fortitudinis tuae: in montibus sanctis quasi de vulva orietur tibi ros adulescentiae tuae. |
| 7. Judicabit in nationibus, implebit ruinas: conquassabit capita multa in terra multorum.             | Judicabit in nationibus, implebit ruinas: conquassabit capita multa in terra copiosa.              | Judicabit in gentibus, implebit valles: percutiet capita in terra multa.                                                     |

Еврейская редакция Иеронима ныне включается во все критические издания Вульгаты, хотя в традиционном богослужении католиков она не использовалась.

### Протестантизм
В основу лютеранского богослужения легла Библия в переводе на немецкий язык Мартина Лютера, который зимой 1522 года закончил перевод Нового Завета, а позже перевёл и Ветхий Завет, включая Псалтирь. Первое издание Псалтири в переводе Мартина Лютера вышло в Нюрнберге в 1524 году. Первое издание лютеровской Библии целиком состоялось в 1534 году, последнее прижизненное (известное как Biblia Deudsch или Biblia Germanica) — в 1545 году. Впоследствии текст лютеровской Псалтири неоднократно редактировался (особенно интенсивно в 1892, 1912, 1984) в связи с трудностями в понимании старинной орфографии, лексики и фразеологии у современных носителей немецкого языка. Последняя официальная редакция лютеровской Библии, рекомендованная как «образцовый текст для церковного обихода», датирована 2017 годом. Поскольку единственного литургического текста у лютеран нет, текст читаемого псалма может быть один, а текст распеваемого псалма другой, например, в 129-м псалме:
| Псалтирь в переводе Лютера (издание 1524)                                                                                 | Стихотворный перевод Лютера, используемый при распеве                                                                                 |
| --- | --- |
| Aus der tieffen ruffe ich, Herr, zu dyr. Herr, höre meyne stym. Las deyne oren mercken auff die stym meynes flehens <...> | Aus tiefer Not schrei ich zu dir, // Herr Gott, erhör mein Rufen. // Dein gnädig Ohren kehr zu mir // und meiner Bitt sie öffne <...> |

Кроме лютеровской в немецкоязычных общинах для распева использовались и другие стихотворные переложения Псалтири, иначе называемые «метрическими». Автором одной из таких Псалтирей был лейпцигский пастор Корнелиус Беккер (1561–1604); наряду с собственными стихами Беккер включил в книгу стихотворные переложения псалмов (129, 11, 45, 136) Лютера. Беккеровская Псалтирь впервые была опубликована в 1602 году и получила значительный общественный резонанс. Композитор Генрих Шютц полностью положил её на музыку (SWV 097 – SWV 255). Версию 22-го псалма в редакции Беккера использовал в своей кантате № 104 И. С. Бах (заключительный хорал).
Гугеноты используют для богослужебных распевов метрическую версию Псалтири, известную как Женевская Псалтирь. Первое её издание, содержавшее 18 метризованных псалмов, распетых силлабически на простые одноголосные мелодии, вышло в 1539 году. В полном объёме Женевская Псалтирь впервые опубликована в 1562 году. Авторами стихотворных переложений псалмов были Клеман Маро и Теодор Беза.
Хотя Жан Кальвин признавал в Церкви только одноголосную (и только вокальную) музыку, в год его смерти (1564) Клод Гудимель напечатал сборник из 150-и псалмов, обработанных им преимущественно в четырёхголосной хоральной фактуре. Ещё больше (всего около 350-и) многоголосных обработок псалмов, предназначенных для нового гугенотского богослужения, в конце XVI века написал Клод Лежён.
У англикан нет единой и унифицированной стихотворной Псалтири. На протяжении столетий таковых было несколько, самой популярной была так называемая «Псалтирь Стернхолда — Хопкинса»). В полном виде она была опубликована в 1562 году под заголовком The Whole Booke of Psalmes, Collected into English Meter. В 1621 году Томас Равенскрофт издал расширенную версию метрической Псалтири, включив в неё мелодии известных английских композиторов: Томаса Таллиса, Томаса Морли, Джона Дауленда, Томаса Томкинса и др. Многие псалмы из Псалтири Стернхолда-Хопкинса были включены в Книгу общих молитв и использовались в богослужении до конца XVIII века.

### Иудаизм
В Масоре Тегилим делят на 19 седарим (ср. 20 кафизм православия), причём 11-й седер начинается со стиха 77:38. Деление Тегилим в палестинской и вавилонской традициях различно, так в Палестине насчитывали лишь 147 псалмов так, чтобы пение Тегилим совпадало с трёхгодичным прочитыванием Торы. В Вавилонии псалмы 1—2 считали единым псалмом, стих 9:36 считали продолжением 9:21, стих 18:15 присоединяли к 17-му псалму, псалмы 41—42 считали единым псалмом, 77-й псалом делили пополам (стихи 77:1—37 и 77:38—72), 113-й псалом считали единым псалмом (а не как сейчас двумя — псалмы 114—115), 117-й псалом делили пополам.
В Скинии, а затем в Храме пение псалмов было частью храмового ритуала; эту обязанность исполняли левиты. Псалмы исполнялись под аккомпанемент музыкальных инструментов (в отличие от современного иудейского богослужения, в котором их исполняют, как правило, а капелла). Песнь восхождения (псалмы 119—133) пели в Суккот, псалмы 134—135 пели антифонно в Храме, в Рош ха-Шана пели 80-й псалом и стихи 28:10, 11, на утреннем богослужении в Храме пели 43-й псалом, на Шавуот пели 29-й псалом.
Как и другие поэтические тексты Писаний (Ктувим), в иудаизме Псалтирь трактуется скорее как плод человеческого, нежели божественного вдохновения, поэтому не была включена в раздел книг Пророков (Невиим), однако не менее 250 отдельных стихов из Псалтири включены в литургию.
В современном талмудическом иудаизме псалмы являются важной частью как личной молитвы дома, так и общинной молитвы в синагоге. Особо важное значение в Талмуде придаётся трёхкратному пению 144-го псалма евреем дома в качестве молитвы. Сегодня общиной в синагоге поётся молитва «Ашрей» в течение дня, состоящая из 144-го псалма, к которой в начало добавлено два стиха (83:5 и 143:15), а в конец — один стих (113:26). Также сегодня в общине в синагоге каждое утро дополнительно поются псалмы 145—150 (см. ежедневный галель); сугубо индивидуальное пение неких псалмов каждое утро в Талмуде называется «галелем». В богослужениях торжественных дней особое место занимает «египетский галель» (псалмы 112—117) и «великий галель» (135-й псалом). Дополнительно, каждому дню недели соответствует определённый псалом, в воскресенье поётся 23-й, в понедельник — 47-й, во вторник — 81-й, в среду — 93-й, в четверг — 80-й, в пятницу — 92-й, в субботу — 91-й. Согласно Мишне эти псалмы исполнялись левитами в Храме во время ежедневного жертвоприношения.
Перед наступлением шаббата, вечером (Каббалат шаббат), в ортодоксальных еврейских общинах поют псалмы: 94, 95, 96, 97, 98, 28, 91 и 92.
После еды, содержавшей хлеб, поётся 125-й псалом в субботу и праздники (на обрезании и выкупе первенца, свадьбе и поминках), а в будни — 136-й псалом.
Псалтирь была первой по популярности книгой Библии среди кумранских рукописей, и она представлена 39-ю свитками. Считалось, что иудейская Псалтирь (Сефер Тегилим) как Пятикнижие (Тора), как в Торе содержится пять книг, так Тегилим поделена на пять книг, будто Тегилим была написана десятью авторами, соответственно, она носит десять названий (браха, галель, тфила, шир, мизмор, негина, нацеах, ашрей, годот, аллилуйя).
В настоящее время Псалтирь издаётся в виде отдельной книги, часто небольшого формата. Раввины рекомендуют чтение этой книги женщинам в качестве замены чтения сидура. Сегодня Псалтирь не принято читать в период от захода солнца до полуночи (хотя сегодня же отдельные стихи из Псалтири прочитываются в благословениях после вечернего Шма и после захода солнца). Сейчас в некоторых общинах принят обычай прочитывать всю Псалтирь за неделю (или месяц) с определённой разбивкой по дням. Так, у хасидов Хабада Псалтирь читается каждое утро, и прочитывается вся за месяц; кроме этого утром в последнюю субботу месяца Псалтирь читается целиком.

В старину Псалтирь прочитывали целиком каждое утро, отголоском чего ныне существует обычай в начале утренней молитвы (псукей де-зимра) зачитывать стихи из различных псалмов в разделах «Ромему» и «Йехи кевод», а завершать хвалебными псалмами 144—150.
Оригинальный текст (англ.)It is possible that in ancient (as in modern) times, devout souls (as Dr. Kohler suggests, loc. cit.) recited the whole Psalter daily. The fact pointed out above, that the collections of verses רוממו‎ and יהי כבוד‎ contain passages from all parts of the Psalter, may be a reminiscence of, or a substitute for, such an ancient custom.
— Толковый молитвенник (A Companion to the authorised Daily Prayer Book) Израэля Абрамса, Лондон, 1922, стр. 37

### Ислам
В Коране (4:163) сказано, что Аллах даровал царю Дауду (Давиду), который почитается в исламе как пророк, книгу Забур (زبور‎ — «псалмы»). Большинство исламских богословов отождествляют книгу Забур с Псалтирью. При этом они, однако, считают, что оригинальный текст книги Забур до нас не дошёл, а библейская книга Псалтирь является её искажённым переложением.
Мусульмане относят Забур (Псалтирь), наряду с Таурат (Торой) и Инджиль (Евангелием), к числу пророческих книг, ниспосланных Аллахом до дарования Корана. Исламские богословы отмечают, что в отличие от Торы и Корана, книга не содержит в себе новых религиозных предписаний, будучи полностью согласованной с законами Торы. Значение слова «забур» — не ясно. Корень zbr по-арабски означает «камень», но некоторые возводят название книги к корню zmr, означающему «петь; сочинять музыку», другие переводят его как «писание».
В Коране (21:105) имеется прямая ссылка на Псалтирь:

И написали Мы уже в Псалтыри после напоминания, что землю наследуют рабы Мои праведные.

Карл Аренс, автор книги Christliches im Qoran, отметил, что эта фраза имеет параллель со стихом Псалтири и, возможно, процитирована именно оттуда:

Праведники наследуют землю и будут жить на ней вовек.
— Псалтирь 36:29

## Псалтирь в качестве отдельной книги
В христианстве Псалтирь является одной из наиболее популярных, а по некоторым мнениям — самой важной книгой Ветхого Завета, и часто издаётся отдельно или вместе с Новым Заветом.

### Псалтирь у славян
Входя в состав каждого, даже самого краткого чина богослужения, Псалтирь была переведена на славянский язык, по словам летописей, ещё Кириллом и Мефодием. Древнейшие сохранившиеся славянские рукописи Псалтири относятся к XI веку, среди них глаголическая «Синайская псалтирь». Впервые славянская Псалтирь была напечатана в 1495 году в Черногории («Сербуля»); часто встречающиеся упоминания о краковском издании 1491 года (первопечатник Швайпольт Фиоль) на самом деле относятся не к Псалтири, а к Часослову, хотя и нестандартного по нынешним понятиям состава.

### Псалтирь на Руси
Псалмы 75, 76 и (фрагментарно) 67 составили так называемую Новгородскую псалтирь, памятник XI века, который является древнейшим, найденным на Руси, старославянским текстом. Со временем Псалтирь стала последней, «высшей» книгой для обучения грамоте (после букваря и Часослова) не только среди священнослужителей, но и лиц светских. Она оказала громадное влияние на древнюю письменность: летописи, сочинения Феодосия Печерского, митрополита Иллариона, Кирилла Туровского, Серапиона Владимирского, Владимира Мономаха полны ссылок на псалмы и разными местами и изречениями из Псалтири; многие фразы из Псалтири вошли в пословицы и поговорки (например, пословица «не рой яму другому, сам в неё попадёшь» является упрощённым переложением 16-го стиха 7-го псалма).
В XVI—XVII веках появился ряд изданий библейских книг, редакторы которых стремились к большей их «понятности» и таким образом способствовали формированию русского литературного языка. Изданная в Праге в 1517—1519 годах Псалтирь Франциска Скорины была напечатана ещё «словенским языком» (то есть церковнославянским), в то время как другие священные книги, вошедшие в «Русскую Библию», напечатаны «русским языком». Начиная же с середины XVII века в Московской Руси на «простом языке» появляются и Псалтири; филологи объясняют эту тенденцию выраженным в то время культурным влиянием Юго-Западной Руси на Московскую Русь. В Москве в 1683 году попытку передать Псалтирь «на простом, обыклом словенском языке» осуществил Аврамий Фирсов, «ради истиныя ведомости и уверения неразумных и простых людей». В предисловии к переводу он писал:

...На всякий день читают ея [Псалтирь] в Церкви Божии, но разума читаемого в ней нам ведати невозможно... того ради, иже в нашей Псалтири много речений разных языков, нам их невозможно разумети, но тии токмо ведают иже многим языкам искусни суть.
— Псалтырь 1683 года в переводе Аврамия Фирсова (изд. 1989, с. 27−28)
Свою переводческую деятельность Фирсов рассматривал как просветительское служение «на славу и честь святому имени Божию и всем людем во общую ползу». Иерархи РПЦ сурово осудили лингвистический эксперимент Аврамия Фирсова. Патриарх Иоаким «указал той книге быть в ризной казне, а без указу смотрит давать не велено никому». При жизни Фирсова Псалтирь в его переводе так и не была издана.

### Толковая Псалтирь
В некоторых изданиях Псалтири помещены краткие богословские истолкования псалмов, такая Псалтирь называется толковой. Из древних толкований Псалтири известны: Иоанна Златоуста, Амвросия, Августина, Феодорита Кирского, Евфимия Зигабена; из новых — Толюка, Эвальда; в русской литературе — епископа Феофана, протоиерея Вишнякова и других.
Толкования Псалтири (как богословские, так и лексические, источниковедческие, страноведческие и др.) входят в так называемые толковые Библии; на русском наиболее известны такие толкования в сборнике (разных комментаторов), распространённом под названием «Толковая Библия Лопухина».

### Следованная Псалтирь
Псалтирь послужила первоисточником большей части вечерних и утренних молитв, вместе с которыми, а также с Часословом, известна под названием «Следованной Псалтири» или «Псалтири с восследованием».  В 1545 году она была издана в Сербии («Сербуля») и в таком виде была одной из наиболее часто издававшихся славянских книг, причём в неё постепенно входили и другие добавления с целью сосредоточить в одном месте все необходимые тексты для богослужения. 
Различные издания Следованной Псалтири отличаются между собой по содержанию. Издание «Следованной Псалтири» 1993 года напечатано в двух томах и включает в себя, первый том: молитвы перед началом чтения Псалтири, псалмы, распределённые на 20 кафизм, тропари и молитвы по кафизмам, молитвы по совершению нескольких кафизм или всей Псалтири, устав о пении Псалтири в течение года, последование по исходе души от тела, служба с акафистом Иисусу Сладчайшему, служба воскресная 6-го гласа, служба общая во вся дни Господу, служба с акафистом Богородице, канон молебный Богородице, канон молебный Ангелу Хранителю, канон молебный Ангелу Хранителю (иный), служба в понедельник — Бесплотным, служба во вторник — Предтече, служба в среду Богородице Одигидрии, служба в четверток — апостолам и святителю Николаю, служба в пяток — Кресту, служба в субботу — всем святым, молитвы утренние, молитвы на сон грядущим, последование ко Святому Причащению, молитвы по Святом Причащении; второй том: полунощница вседневная, полунощноица субботняя, полунощница воскресная, утреня, песни Священного Писания, псалмы избранные, первый час, междочасие первого часа, третий час, междочасие третьего часа, шестой час, междочасие шестого часа, изобразительны, чин о панагии, девятый час, междочасие девятого часа, вечерня, повечерие великое, повечерие малое, отпустительные воскресные тропари восьми гласов, тропари воскресные по непорочных, тропари субботние по непорочных, отпустительные тропари седмичные, отпустительные Богородичны, отпустительные тропари Триоди, тропари и кондаки общие, устав об отпустительных тропарях и кондаках, о знамениях (знаках) праздников, месяцеслов, тропари и кондаки на разные случаи, пасхальная таблица, словарь церковнославянских терминов.

## Культурная рецепция
Музыка
Псалтирь — одна из самых востребованных частей (книг) Священного Писания в западной духовной музыке.
Распев псалмов (как и библейских песен) является основой музыкального оформления богослужения в западнохристианских конфессиях. Композиторы использовали тексты псалмов неравномерно, заимствуя из Псалтири отдельные псалмы или отдельные стихи псалма (например, в мотетах типовых сборников Cantiones sacrae). Наибольшее количество музыкальных переложений получили псалмы 50, 129, 116 и 150. Среди других текстов, которые использовали композиторы, псалмы 109, 126, 136; 115 (К. Монтеверди), 42 (Ф. Мендельсон), 146 (А. Брукнер), 99 (М. Регер), 80 (Ф. Пуленк), 89 (Ч. Айвз), 17, 18, 33 (С. Райх) и др.
В России к церковнославянским переводам псалмов с XVIII века обращались едва ли не все композиторы, авторы новой многоголосной церковной и концертной хоровой музыки, среди них Д. С. Бортнянский, М. С. Березовский, П. И. Чайковский, П. Г. Чесноков, А. Д. Кастальский, А. А. Архангельский, В. С. Калинников.
Литература
Псалтирь — важный источник европейской духовной поэзии. Стихотворные переложения псалмов на новые европейские языки были выполнены уже в XVI веке многими протестантскими церквями, для распевания их в богослужении наряду с обычными (читаемыми, но не распеваемыми) переводами Псалтири. Первым, в 1678 году на русский язык псалмы переложил Симеон Полоцкий в своей «Псалтири рифмотворной», которая вдохновила М. В. Ломоносова также переложить некоторые псалмы ямбом и хореем. В русской поэзии XVIII—XIX веков стихотворные переводы и свободные парафразы псалмов создавали крупнейшие литераторы, среди которых: В. К. Тредиаковский А. П. Сумароков, Г. Р. Державин, Ф. Н. Глинка, Н. М. Языков, А. С. Хомяков. В наше время в некоторых христианских семьях популярностью пользуются духовные стихи на библейскую тематику, среди которых есть и парафразы псалмов.

## Переводы
Во II веке до н. э. Псалтирь была переведена с еврейского на греческий.

### на древнеславянский язык
- Псалтырь 1683 г. в переводе Аврамия Фирсова. Текст, словоуказатель, исследование. М.: Языки славянских культур, 2006, ISBN 5-9551-0112-8

### на русский язык (без толкований)
- Псалмы — буквальный перевод Л. И. Мандельштама. 3-е изд. Берлин, 1872.
- Тегилим — современный (1999) русский перевод Дов-Бер Хаскелевича
- Псалтирь учебная. М.: Издательский совет РПЦ, 2006 [церковнославянский оригинал, перевод на русский язык П. А. Юнгерова, без его толкований]
- Из Книги Псалмов (перевод и вступительное слово А. Э. Графова) // «Иностранная литература» (№ 3; 2012 г.) [выборка из 25 псалмов]
- Тегилим — современный русский перевод
- Ψалтирь (Псалтирь на церковнославянском языке, воспроизведение текста по Елизаветинской Библии)
- Латинская Псалтирь (в версии блаж. Иеронима) с переводом на русский язык
- Псалтирь по Септуагинте с подстрочным переводом и морфологическим анализом оригинала
- Псалтирь. Современный русский перевод (часть новейшего перевода ВЗ группой филологов под руководством М. Г. Селезнёва)

### на русский язык (с толкованиями)
- Псалтирь в переводе П. А. Юнгерова (оцифровка первого издания, 1915)
- Книги Ветхого Завета в переводе П. А. Юнгерова. Учительные книги. М., 2012
- Псалтирь с толкованием на сайте Полного Православного Молитвослова
- Псалтирь учебная. М.: Правило веры, 2011 [церковнославянский оригинал, перевод на русский язык Е. Н. Бируковой и И. Н. Бирукова; комментарии Т. А. Миллер]

### на другие языки (без толкований)
- Стихотворная (метрическая) Псалтирь Т. Равенскрофта (электронное факсимиле издания 1621 г.)
- Женевская Псалтирь (по изданию 1729 г.)
- Стихотворная (метрическая) Псалтирь Стернхолда-Хопкинса (по изданию 1812 г.)
- Псалтирь в Септуагинте, с англ. переводом
- Латинские Псалтири (Psalterium Gallicanum, juxta Hebraeos, Romanum, Pianum и прочие редакции)
- Латинская Псалтирь по тексту Климентинской Вульгаты
- Псалтирь в переводе М. Лютера (первое полное издание Библии на немецком языке. Виттенберг, 1534)

### на другие языки (с толкованиями)
- Der Deutsch Psalter mit den Summarien. Псалтирь с комментариями М. Лютера (1535).
- Gunkel H. Die Psalmen: Handkommentar zum Alten Testament. Göttingen, 1926; 6te Aufl. 1986.
- Kraus H.-J. Psalmen 1—59. Neukirchen-Vluyn: Neukirchener Verlag, 2003 (= Biblischer Kommentar. Altes Testament, Bd. 15/1). ISBN 3-7887-0554-X.
- Kraus H.-J. Psalmen 60—150. Neukirchen-Vluyn: Neukirchener Verlag, 2003 (= Biblischer Kommentar. Altes Testament, Bd. 15/2). ISBN 3-7887-2028-X.
- Terrien S. L. The psalms: strophic structure and theological commentary. Grand Rapids, Michigan: B. Eerdman, 2003. 993 p. (Перевод на англ. язык с комментариями).
- Hossfeld F.-L., Zenger E. Psalmen 1—50. Würzburg: Echter Verlag, 1993 (серия «Die Neue Echter Bibel»)
- Hossfeld F.-L., Zenger E. Psalmen 51—100. Freiburg: Herder, 2000. 727 S. (серия «Herders theologischer Kommentar zum Alten Testament»). ISBN 3-451-26826-4.
- Hossfeld F.-L., Zenger E. Psalmen 101—150. Freiburg: Herder, 2008. 912 S. (серия «Herders theologischer Kommentar zum Alten Testament»). ISBN 3-451-26827-2.
- Psalms. Introduction, translation, and notes by Mitchell Dahood. 3 vls. Garden City, N.Y.: Doubleday, 1965—1970 (= The Anchor Yale Bible)

Vol. 1 Psalms 1—50 (1965)
Vol. 2 Psalms 51—100 (1968)
Vol. 3 Psalms 101—150 (1970)
- Ross A. A commentary on the Psalms. 3 vls. Grand Rapids: Kregel Publications, 2011—2016.

Vol. 1. Ps. 1—41 (2011)
Vol. 2. Ps. 42—89 (2013)
Vol. 3. Ps. 90—150 (2016)
- Podechard E. Le Psautier. Traduction littérale et explication historique.

Vol. 1. Psaumes 1—75. Lyon: Facultés Catholiques, 1949.
Vol. 2. Psaumes 76—100 et 110. Lyon: Facultés Catholiques, 1954.
- Brueggemann W., Bellinger W. H. Psalms. Cambridge: Walter Brueggemann and W. H. Bellinger, Jr., 2014. ISBN 978-0-521-84092-7 (серия «New Cambridge Bible Commentary»)
- Тегиллим с параллельным английским переводом и комментариями Раши (в переводе на английский).
- The Psalms. Translation and commentary by Rabbi Samson Raphael Hirsch. New, corrected edition. Jerusalem; New York, 1997 (английский перевод Тегиллима и комментарии раввина Ш. Р. Гирша).